# Pose (unité)
Pour les articles homonymes, voir pose.
La pose est une ancienne unité de surface notamment utilisée en Suisse.

## Historique
Jusqu'au XVIIIe siècle, la pose correspond à la surface qu'un laboureur peut travailler en un jour et peut varier, selon la nature du terrain, entre 41 et 62 a (ares) en plaine, et entre 27 et 36 a sur le plateau. Au XVIIIe siècle, elle est harmonisée avec le seiteur, utilisé plutôt en Suisse alémanique. Dès lors et jusqu'à sa suppression, il n'existe plus que deux poses. D'une part, la pose forestière utilisée en sylviculture qui varie entre 33,6 et 44,6 a, d'autre part la pose de vigne utilisée en viticulture, légèrement plus petite que la précédente. La pose de vigne se divise en huit fossoriers (dans le canton de Vaud) ou ouvriers (dans l'arc jurassien). Néanmoins, cela varie et en 1822, sous l'influence du système métrique,  le canton de Vaud fixe la pose à 4 500 m2 divisée en 10 fossoriers de 450 m2 chacun. Dans le canton de Fribourg, la pose mesure 3 600 m2, tandis qu'elle ne mesure que 2 701 m2 dans le canton de Genève. Elle est officiellement abolie en 1877 et remplacée par l'are, même si son utilisation reste fréquente dans le langage courant.